# Institute of Mathematical Statistics
Das Institute of Mathematical Statistics ist eine internationale wissenschaftliche Gesellschaft, die sich mit der Entwicklung, Verbreitung und Anwendung von Statistik und Wahrscheinlichkeit beschäftigt. Es hat etwa weltweit 4.000 Mitglieder. Die Zusammenarbeit mit der Bernoulli Society begann 2005, die Zusammenarbeit mit dem International Statistical Institute begann ebenfalls. Das Institut wird von den zwei anderen Instituten mitverwaltet und gibt fünf Fachzeitschriften heraus:
- The Annals of Statistics
- The Annals of Applied Statistics
- The Annals of Probability
- The Annals of Applied Probability
- Statistical Science

Daneben ist es Mitherausgeber folgender Dinge:
- ALEA - Latin American Journal of Probability and Mathematical Statistics
- Current Index to Statistics
- Electronic Communications in Probability
- Electronic Journal of Probability
- Electronic Journal of Statistics
- Journal of Computational and Graphical Statistics
- Probability Surveys
- Statistics Surveys